# Chlorophorus mediolineatus
Chlorophorus mediolineatus är en skalbaggsart som beskrevs av Maurice Pic 1925. Chlorophorus mediolineatus ingår i släktet Chlorophorus och familjen långhorningar. Inga underarter finns listade i Catalogue of Life.